# Luis Cárdenas
Luis Alberto Cárdenas López, mais conhecido como Luis Cárdenas (Los Mochis, 15 de setembro de 1993), é um futebolista mexicano que atua como goleiro. Atualmente joga no Monterrey.

## Clubes
Luis Cárdenas obteve grande destaque no futebol ao participar da Copa do Mundo de Clubes da FIFA de 2019 pelo Monterrey, inclusive sendo considerado o Homem do Jogo na disputa pelo terceiro lugar contra o Al-Hilal da Arábia Saudita. Nesta competição o Monterrey terminou com a terceira colocação.

## Seleção
No ano de 2014, Cárdenas foi convocado para o Torneio Internacional de Toulon, onde jogou apenas 1 partida. Nesse torneio, o México foi eliminado na primeira fase. Ainda no mesmo ano, ele também foi convocado pela equipe sub-21 para os Jogos Centro-Americanos e do Caribe, realizados em Veracruz, onde jogou apenas as partidas da fase de grupos. Nesse torneio, o México foi campeão. Em 2015, ele foi convocado pela equipe sub-21 para o Torneio Internacional de Toulon, embora não tenha participado de nenhum dos quatro jogos, onde o México foi eliminado na primeira fase.

## Títulos
Monterrey
- Liga MX: Apertura 2019
- Liga dos Campeões da CONCACAF: 2019